# L'Homme qui assassina (film 1913)
 L'Homme qui assassina è un film muto del 1913 diretto da Henri Andréani, prima trasposizione per lo schermo del romanzo omonimo del 1906 di Claude Farrère.

## Produzione
Il film fu prodotto dalla Pathé Frères.

## Distribuzione
Distribuito dalla Pathé Frères.